# Alexander Kartveli
Alexander Kartveli, nacido Aleksandre Kartvelishvili, (en georgiano: ალექსანდრე ქართველიშვილი) (9 de septiembre de 1896 - 20 de junio de 1974) fue un influyente ingeniero aeronáutico y un pionero en la historia de la aviación estadounidense. Kartveli logró importantes avances en la aviación militar en el momento de los aviones de combate con turborreactores. Es considerado uno de los diseñadores de aviones más importantes e innovadores de la historia de los Estados Unidos y del mundo.

## Educación y carrera temprana
Alexander Kartvelishvili nació en Tbilisi, Georgia, en una noble familia georgiana, Se graduó de la escuela primaria en Tbilisi en 1914. Más tarde, decidió mudarse a Francia, como uno de varios aspirantes a ingenieros de aviación de origen georgiano, como Michael Gregor.
Kartvelishvili se graduó en 1922 en la Escuela Superior de Aviación de París. Comenzó a trabajar como piloto de pruebas, pero resultó gravemente herido durante un vuelo de prueba que puso fin a su carrera de corta duración. En 1922-1927, trabajó durante un tiempo en la compañía Louis Blériot y diseñó el avión Bernard y Ferbois. En 1924, uno de sus aviones estableció un récord mundial de velocidad.
En 1927, el millonario estadounidense Charles Levine invitó a Kartvelishvili a Nueva York, se unió a Atlantic Aircraft Corporation en 1928 y en 1931 Kartvelishvili conoció al destacado ingeniero Alexander Seversky, que nació en Georgia pero era de ascendencia rusa. En su pequeña compañía que más tarde fue rebautizada como Seversky Aircraft Corporation, Kartvelishvili trabajó como ingeniero en jefe. En 1939 la compañía cambió nuevamente su nombre a "Republic Aviation Company".

## Seversky Corporation
Kartvelishvili y Seversky trabajaron en una serie de nuevos diseños. Durante la Segunda Guerra Mundial, los primeros proyectos dieron como resultado el Seversky P-35 y uno de los aviones de combate más efectivos de los Estados Unidos, el Republic P-47 Thunderbolt. El nuevo avión de combate fue una clara mejora con respecto al P-35 relativamente ligero.
Después de que Kartvelishvili inmigró a los Estados Unidos, Seversky contrató casi inmediatamente a su compañero inmigrante como ingeniero en jefe, y Kartveli rápidamente procedió a diseñar una serie de aviones muy avanzados, incluido el SEV-1XP, que superaron al Curtiss P-36 Hawk durante un ejercicio en 1936 y sirvió como un paso necesario en el desarrollo de aviones de metal. Conocido por la designación militar Seversky P-35, fue el primer caza moderno del Ejército de los Estados Unidos, Que incorpora un fuselaje de metal, alas bajas, tren de aterrizaje retráctil y un motor radial. Un concepto diferente llamado Seversky SEV-3, un hidroavión equipado con ruedas retráctiles, no logró ganar una orden de volumen, pero la Seversky Corporation logró vender un modelo de entrenador posterior, el BT-8.

## Republic Aviation Company

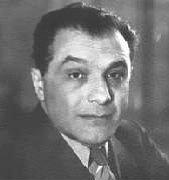
Alexander Kartveli

En 1939, Seversky fue removido como jefe de su compañía y nació Republic Aviation Company. El primer avión importante que surgió de la nueva compañía fue el P-47, utilizando un nuevo diseño innovador de Kartveli. Se desarrollaron dos trabajos conceptuales llamados XP-44 y XP-47, pero se descartaron porque no cumplían con los requisitos del Cuerpo Aéreo. Según los registros, Kartveli fue llamado desde la División de Aviones Experimentales de la USAAC e informado sobre la cancelación de los prototipos. Durante su regreso a Nueva York en un tren, tomó una hoja de papel y dibujó un diseño completamente nuevo. El nuevo avión tenía la intención de romper la espalda de la Luftwaffe alemana. Nació el famoso P-47 Thunderbolt con sus robustas características. Se construirían más de 15,000 P-47. A pesar de algunos defectos, el avión fuertemente armado y blindado logró más de lo que Kartveli podía esperar. Al final de la guerra, Kartveli diseñó un elegante laboratorio fotográfico volador llamado Republic XF-12, inicialmente planeado como un transporte de cuatro motores en la posguerra; American Airlines canceló sus pedidos y solo se construyeron dos prototipos para la Fuerza Aérea de los Estados Unidos.
Poco después del final de la Segunda Guerra Mundial surgiría un nuevo concepto de aviones de combate con turborreactores. El F-84 Thunderjet que Kartveli ya había desarrollado en 1944, entraría en producción en serie en 1946. Pronto también agregaría la variante en ala en flecha el Republic F-84F Thunderstreak. Se construirán un total de 10,000 de estos aviones de nueva generación. Luego, más adelante, dirigiría al equipo que desarrolló el F-105 Thunderchief. También estuvo muy involucrado con un proyecto de la Fuerza Aérea de la década de 1960 llamado "Aerospaceplane", para diseñar y construir un vehículo de logística orbital una década antes de que la NASA intentara un concepto similar, conocido como Space Shuttle. El radical XF-103 fue otro diseño de Kartveli, una víctima de la comunidad de propulsión al no poder producir un motor adecuado para alimentar el interceptor a Mach 3. Kartveli contribuyó significativamente a la ciencia del vuelo y la preparación del Ejército de los Estados Unidos, y participó en el diseño y dirección de varios proyectos, que finalmente incluyeron el Fairchild-Republic A-10 Thunderbolt II.

## Proyectos mayores

### Republic P-47 Thunderbolt

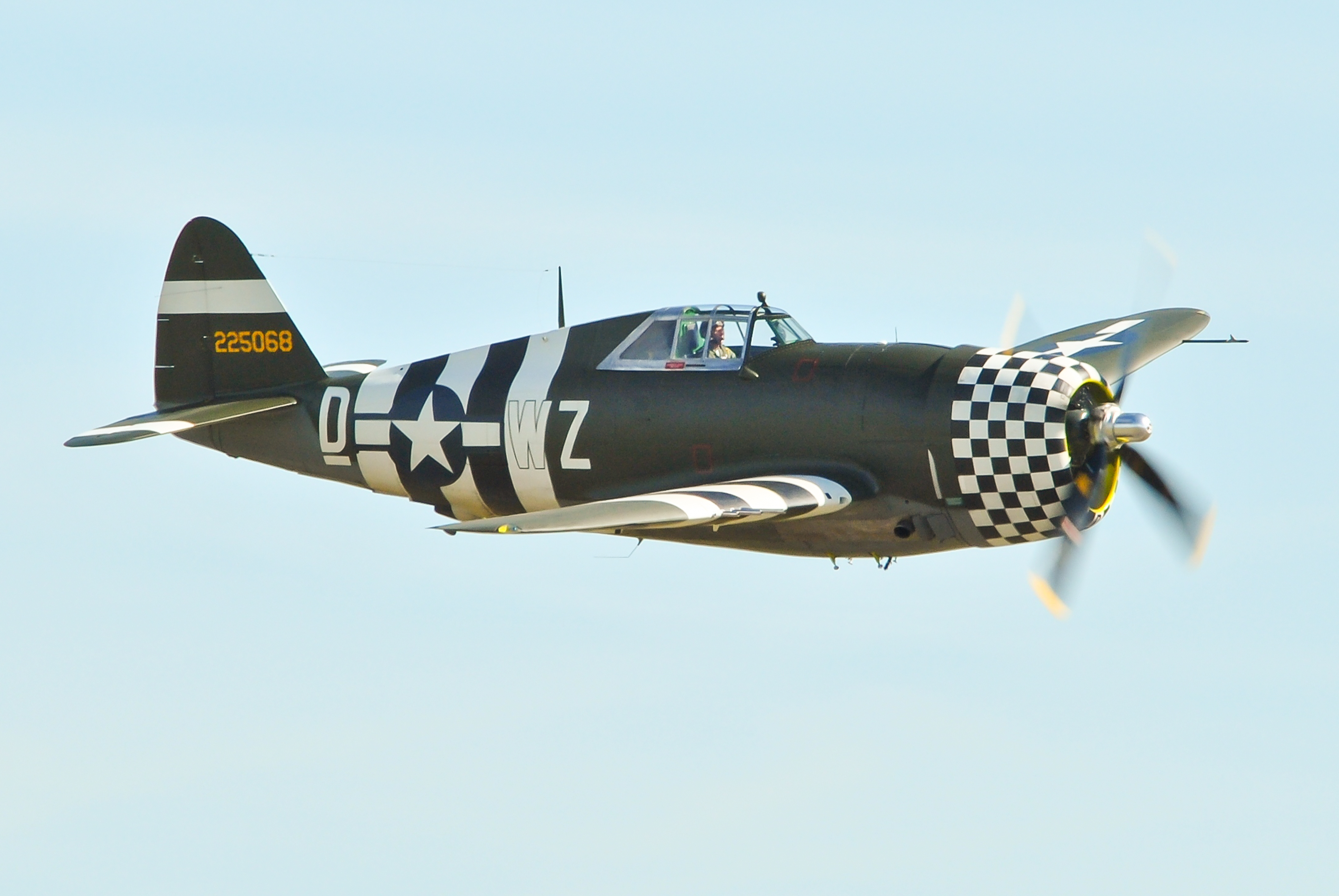
Republic P-47G Thunderbolt

El P-47 Thunderbolt fue el sucesor de una línea de aviones derivados de Seversky P-35, XP-41, P-43 Lancer y XP-44 Rocket. El equipo de diseño del P-47 dirigido por Kartveli originalmente presentó un diseño que iba a ser impulsado por un motor Allison V-1710-39 de 1150 hp con un armamento de solo dos ametralladoras de calibre .50. Un contrato fue otorgado por USAAC en noviembre de 1939, para un XP-47A aún más ligero, pero a medida que la inteligencia regresaba de la guerra en Europa, se hacía evidente que los objetivos de rendimiento del programa XP-47 ya eran inadecuados. USAAC emitió nuevos requisitos que incluyeron:
1. Velocidad de 400 mph a 25,000 pies..
2. Armamento de seis ametralladoras calibre .50, preferiblemente ocho.
3. Blindaje para proteger al piloto.
4. Tanques de combustible autosellantes
5. Un mínimo de 315 galones de combustible.
El USAAC notificó a Kartveli que los contratos XP-47A y XP-44 Rocket se cancelaron, ya que el fuselaje P-43/XP-44 era demasiado pequeño para cumplir con los nuevos requisitos. (El XP-44 Rocket estaba basado en el fuselaje P-43 Lancer con un motor radial y nunca pasó la etapa de maqueta.) Kartveli preparó rápidamente un boceto de un nuevo prototipo XP-47B, pero era un concepto atrevido. Planeó utilizar el nuevo Pratt & Whitney Double Wasp XR-2800-21 de 2.000 hp, motor radial de dos hileras y dieciocho cilindros, que era el motor de aviación más grande y más potente jamás desarrollado en los Estados Unidos. El nuevo diseño incorporaría ocho ametralladoras de calibre .50, municiones adicionales, mayor capacidad de combustible y protección de blindaje para el piloto. (La carga final de combustible estaba ligeramente por debajo de la capacidad requerida, pero esto se pasó por alto ya que la aeronave cumplía con las especificaciones de rendimiento). Además, el avión incluiría un sistema de canal de carga súper eficiente que ofrecería el flujo de aire menos interrumpido. Por lo tanto, Kartveli adoptó el método poco ortodoxo de diseñar esta característica primero, y luego construir el fuselaje a su alrededor. A pesar del hecho de que el sobrealimentador estaba en la cola y el motor estaba en la nariz, el arreglo funcionó bastante bien, proporcionando un sistema que era durable y menos susceptible al daño.
Una de las características más importantes del P-47 fue su notable aceleración cuando el avión se puso en una inmersión. Cualquier avión que intente romper el contacto sumergiéndose pronto sería superado por la notable velocidad del P-47. Una vez que el P-47 atrapa a su presa, una explosión de sus ocho ametralladoras de calibre .50 borrará todo lo que tenga un objetivo.

### F-84 Thunderjet/F-84F Thunderstreak

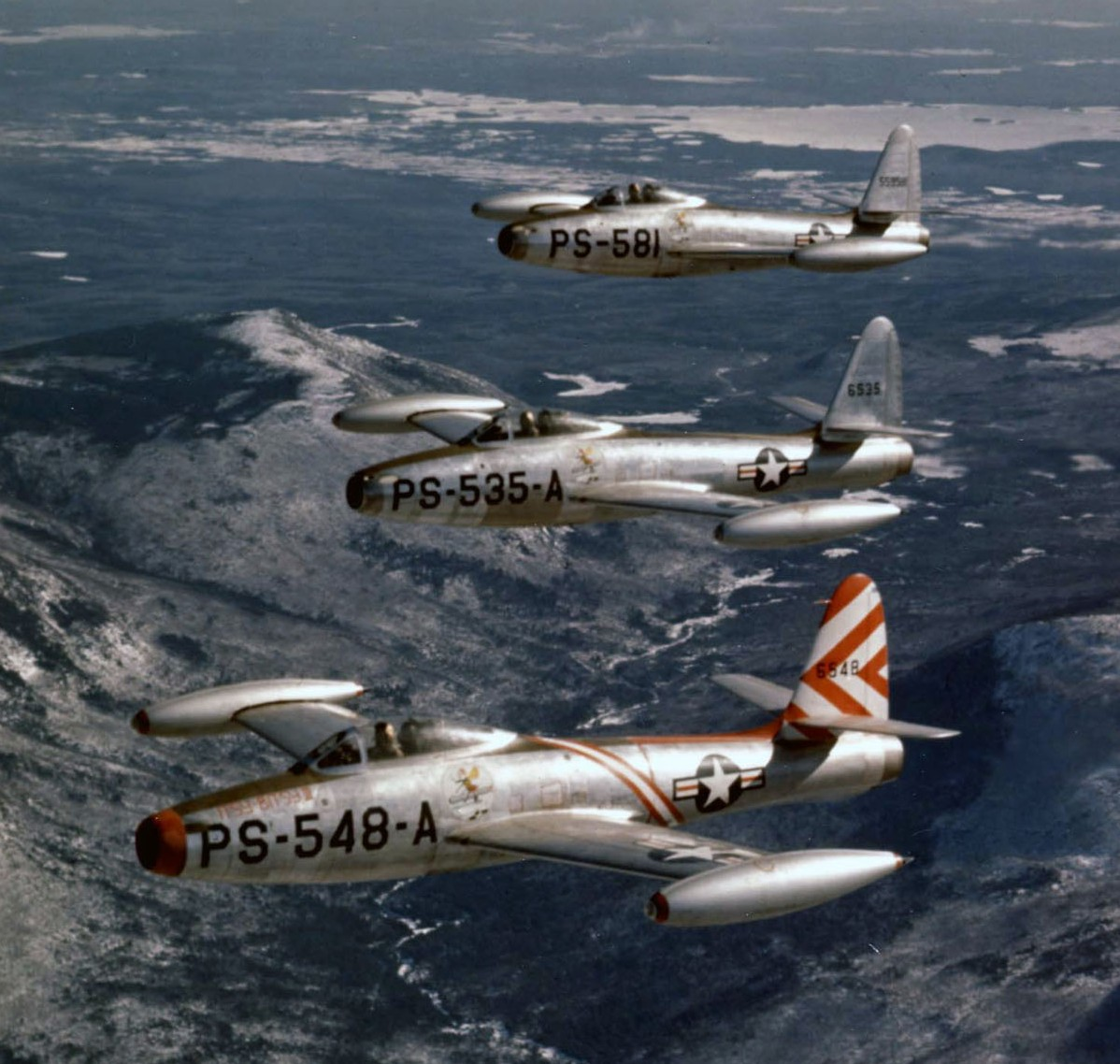
Republic F-84 Thunderjet

En 1944, Kartveli comenzó a trabajar en un reemplazo con turborreactor para el caza P-47 Thunderbolt con motor de pistón. Los intentos iniciales de rediseñar el P-47 para acomodar un motor a reacción resultaron inútiles debido a la gran sección transversal de los primeros turborreactores del compresor centrífugo. En cambio, Kartveli y su equipo diseñaron un avión completamente nuevo con un fuselaje aerodinámico en gran parte ocupado por un compresor axial turborreactor y combustible almacenado en alas bastante gruesas y sin barrido. El 11 de septiembre de 1944, la Fuerza Aérea del Ejército de los Estados Unidos publicó los Requisitos Operativos Generales para un caza con una velocidad máxima de 966 km/h, radio de combate de 1.135 km, y armamento de seis ametralladoras de calibre .50 o cuatro de .60. Además, el nuevo avión tuvo que usar el turborreactor axial General Electric TG-180 que entró en producción como el Allison J35.

El 11 de noviembre de 1944, Republic recibió un pedido de tres prototipos del nuevo XP-84. Dado que el diseño prometía un rendimiento superior al P-80 Shooting Star y Republic tenía una amplia experiencia en la construcción de cazas de un solo asiento, no se realizó ninguna competencia para el contrato. El nombre Thunderjet fue elegido para continuar la tradición de Republic Aviation comenzada con el P-47 mientras enfatizaba el nuevo método de propulsión. El 4 de enero de 1945, incluso antes de que la aeronave despegara, la USAAF expandió su orden a 25 pruebas de servicio YP-84A y 75 producción P-84B (luego modificadas a 15 YP-84A y 85 P-84B). Mientras tanto, las pruebas del Comité Consultivo Nacional de Aeronáutica revelaron la inestabilidad longitudinal y el pandeo de la piel del estabilizador a altas velocidades. El peso del avión, una gran preocupación dado el bajo empuje de los primeros turborreactores, crecía tan rápidamente que la USAAF tuvo que establecer un límite de peso bruto de 6,078 kg. Los resultados de las pruebas preliminares se incorporaron al tercer prototipo, designado XP-84A, que también estaba equipado con un motor J35-GE-15 más potente con 17.80 kN de empuje.

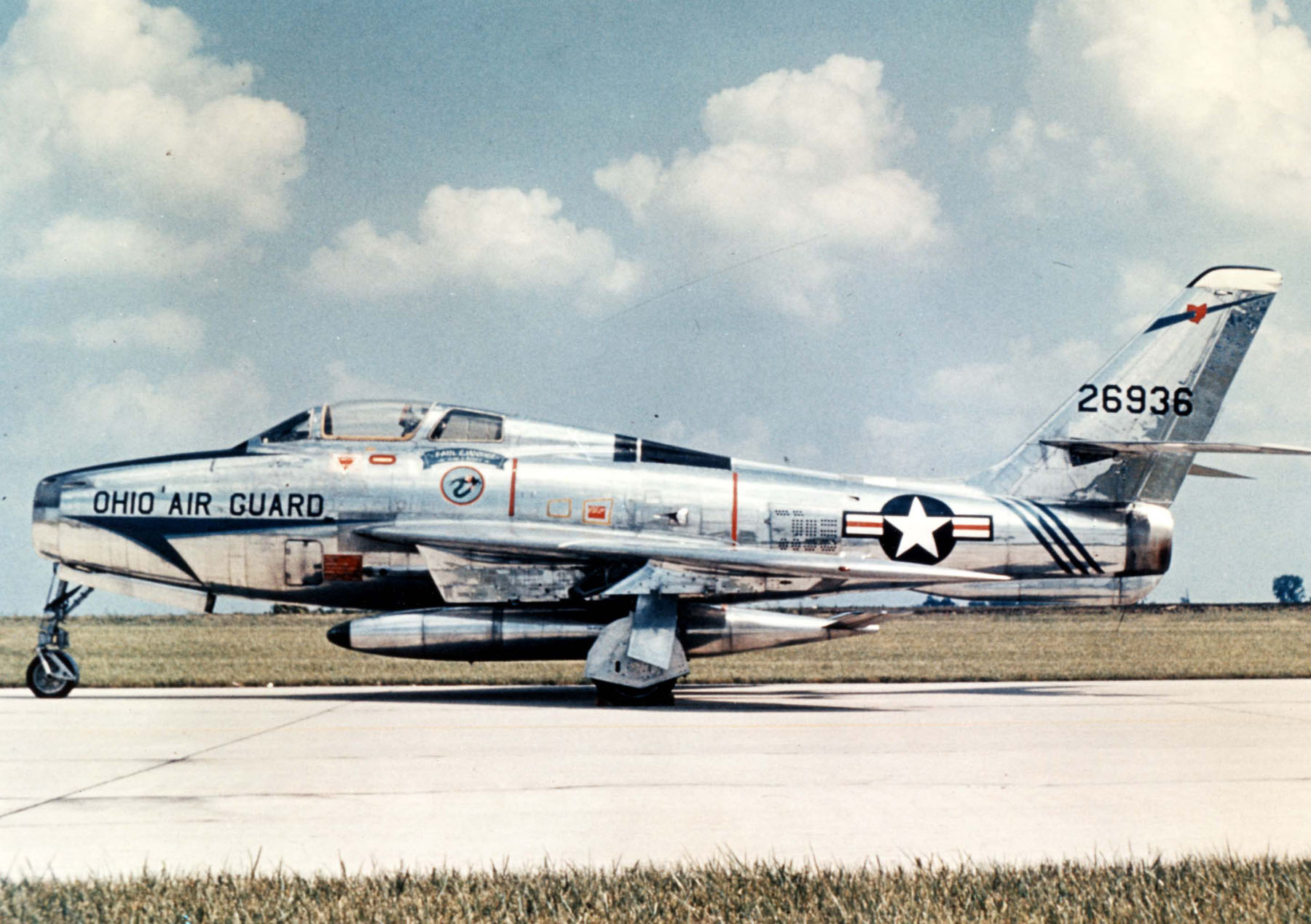
Republic F-84F Thunderstreak

El primer prototipo XP-84 fue transferido al Muroc Army Air Field (Día actual Base de la Fuerza Aérea Edwards) donde voló por primera vez el 28 de febrero de 1946 con el mayor William A. Lien a los mandos. Se unió al segundo prototipo en agosto, ambos aviones volando con motores J35-GE-7 que producen 16.66 kN de empuje. Los quince YP-84A entregados a Patterson Field (Día actual Base de la Fuerza Aérea Wright-Patterson) para pruebas de servicio difieren de los XP-84 en tener un motor J35-A-15 actualizado, que lleva seis ametralladoras pesadas Browning M2 (cuatro en la nariz y una en cada raíz del ala), y con la provisión para tanques de combustible con punta de ala que contengan 870 litros cada uno. Debido a los retrasos en la entrega de los motores a reacción y la producción del XP-84A, el Thunderjet se sometió a pruebas de vuelo limitadas cuando la producción de los P-84B comenzó a salir de fábrica en 1947.
Después de la creación de la Fuerza Aérea de los Estados Unidos por la Ley de Seguridad Nacional de 1947, la designación de Búscador fue reemplazada por Caza, y la P-84 se convirtió en la F-84.

### F-105 Thunderchief
El diseño del F-105 Thunderchief comenzó a principios de la década de 1950 como un proyecto interno en Republic. Destinado a ser un reemplazo del F-84 Thunderjet, el F-105 fue creado como un penetrador supersónico, de baja altitud, capaz de entregar un arma nuclear a un objetivo en las profundidades de la Unión Soviética. Dirigido por Kartveli, el equipo de diseño produjo un avión centrado en un motor grande y capaz de alcanzar altas velocidades. Como el F-105 estaba destinado a ser un penetrador, la maniobrabilidad se sacrificó por la velocidad y el rendimiento a baja altitud.

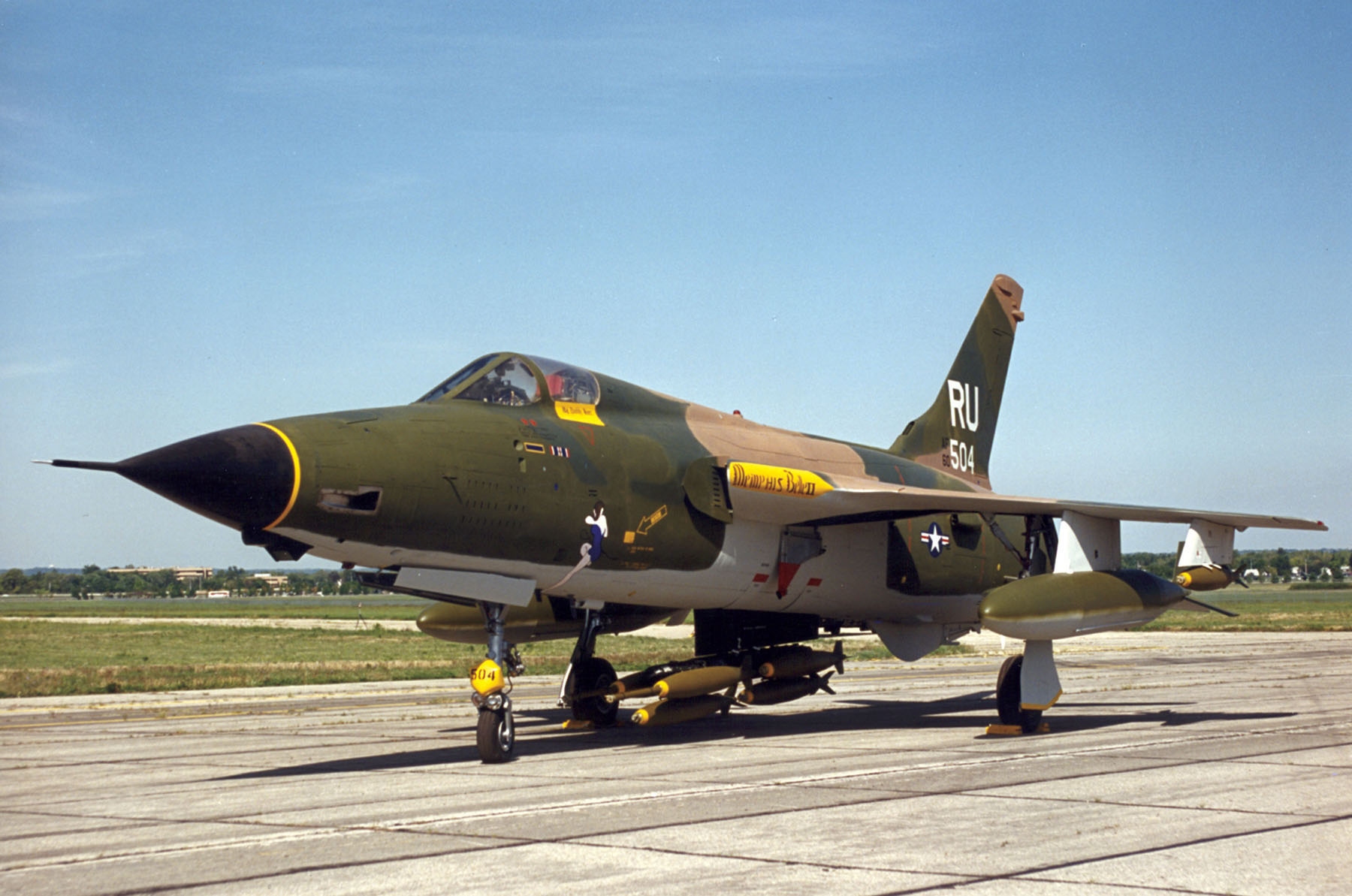
Un F-105D Thunderchief superviviente en el Museo Nacional de la Fuerza Aérea de los Estados Unidos, el "Memphis Belle II".

Intrigado por el diseño de Republic, la Fuerza Aérea de los Estados Unidos realizó un pedido inicial de 199 F-105 en septiembre de 1952, pero con la guerra de Corea terminando se redujo a 46 seis meses después. El 22 de octubre de 1955, voló el primer prototipo YF-105A, propulsado por un motor Pratt & Whitney J57-P-25. Los vuelos de prueba con el YF-105A pronto revelaron que el avión tenía poco poder y sufría problemas de arrastre transónico. Para contrarrestar estos problemas, Republic reemplazó el motor con el Pratt & Whitney J75 más potente, alteró la disposición de las tomas de aire y rediseñó el fuselaje del F-105.
El avión rediseñado, apodado el F-105B, demostró ser capaz de alcanzar velocidades de supersonicas Mach 2.15. También se incluyeron mejoras en su electrónica, incluido el sistema de control de incendios MA-8, una mira de telescópica K19 y un radar de medición AN/APG-31. Con las modificaciones completas, el YF-105B primero salió al cielo el 26 de mayo de 1956. El caza más grande de un solo motor construido para la Fuerza Aérea de los Estados Unidos, El modelo de producción F-105B poseía una bahía de bombas interna y cinco armas externas. La Fuerza Aérea planeó comprar 1.500 F-105, sin embargo, esta orden fue reducida a 833 por el Secretario de Defensa Robert McNamara.

## Lista total de proyectos
- Bernard 191GR
- Avión Ferbois
- Seversky P-35
- Seversky SEV-3
- Republic P-47 Thunderbolt
- Republic XF-12
- Republic XF-91 Thunderceptor
- Republic F-84 Thunderjet
  - F-84G
  - XP-84
  - XP-84A
  - YP-84A
  - F-84B
  - EF-84B
  - F-84C
  - F-84D
  - F-84E
  - EF-84E
  - F-84G
  - F-84KX
- Republic F-84F Thunderstreak
  - YF-84F
  - RF-84F
  - RF-84K
  - YF-84J
- Republic F-105 Thunderchief
- Rockwell X-30
- Republic XF-103
- Republic RC-3 Seabee
- Republic P-43 Lancer
- Republic XF-84H
- Gloster Javelin

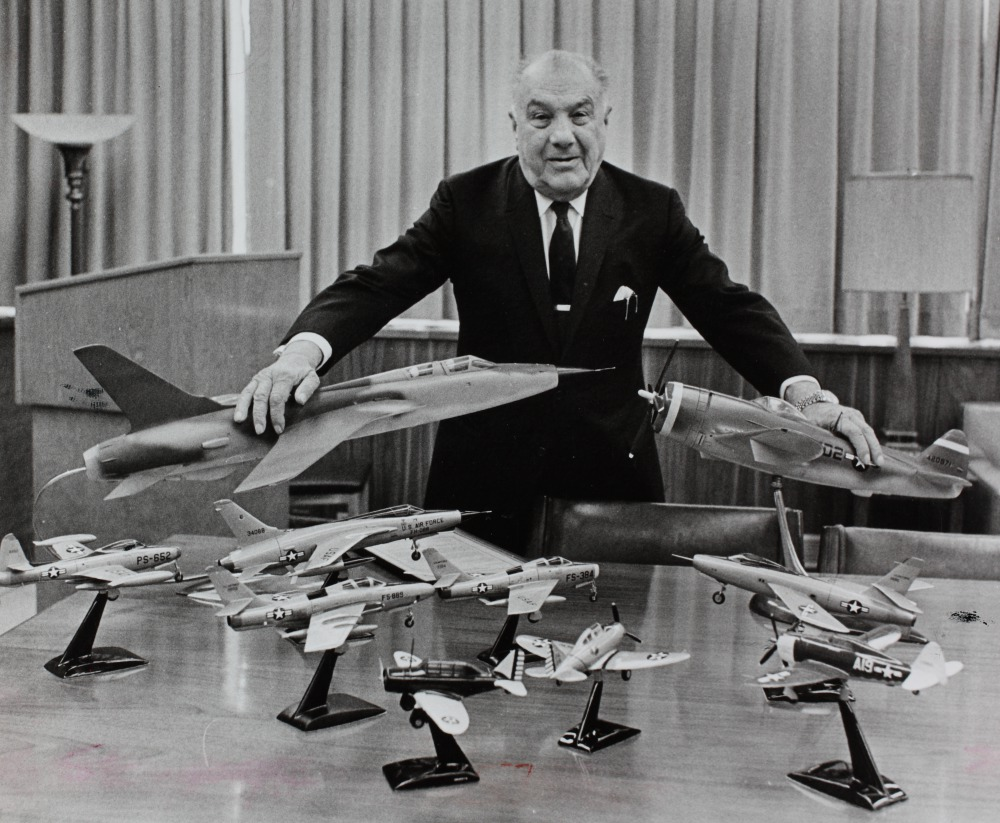
Kartveli con modelos de aviones de sus diseños.

- Fairchild-Republic A-10 Thunderbolt II

## Fallecimiento
Alexander Kartvelishvili murió el 20 de junio de 1974 en Nueva York, bajo circunstancias aún desconocidas.